# Kirovets

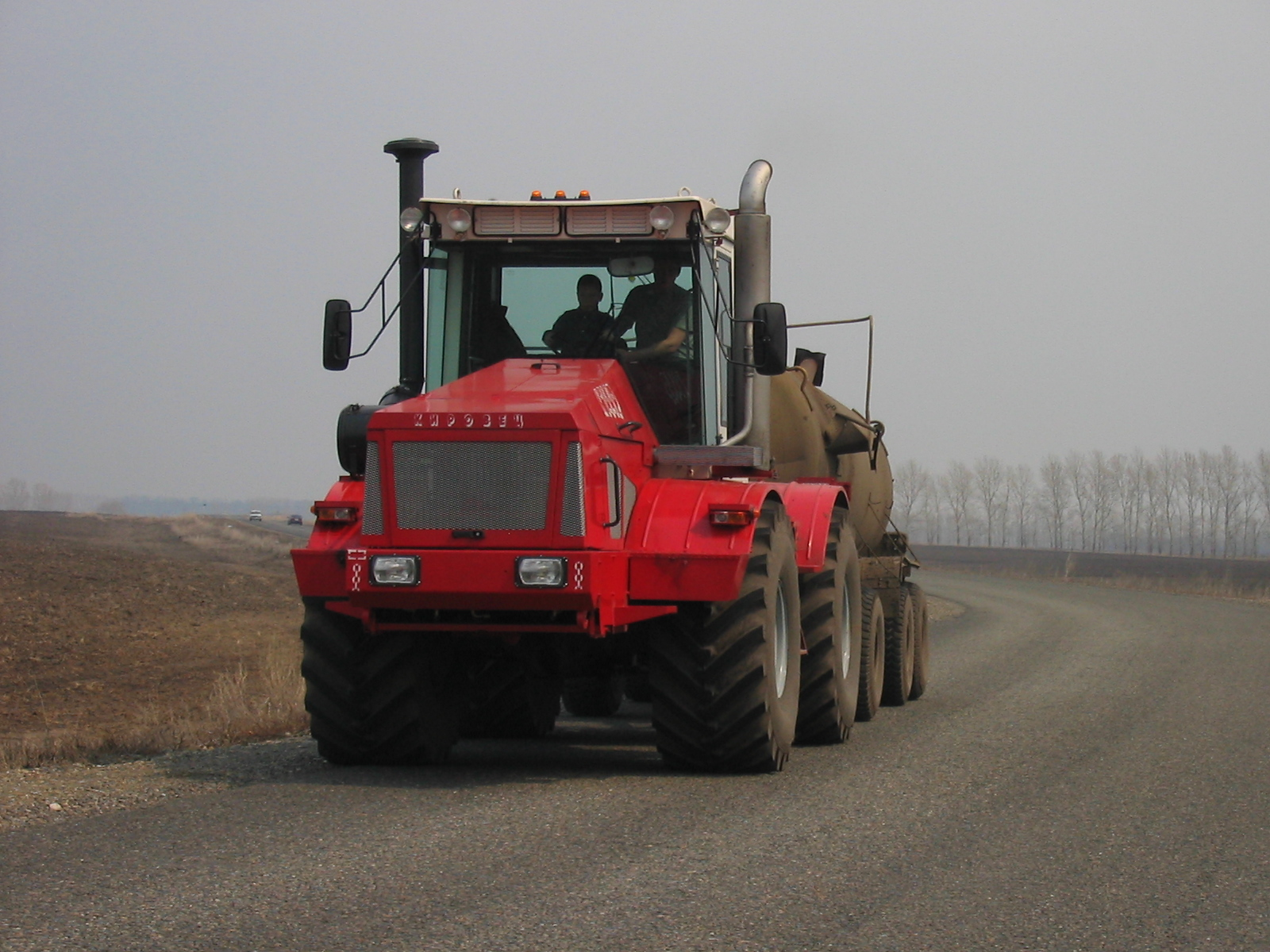
Tracteur Kirovets K-744

Kirovets est une marque russe de tracteurs agricoles de forte puissance, surtout utilisés en ex-Union soviétique et ses alliés.

## Historique
Lors de sa visite d'État aux États-Unis, en 1959, le chef du Parti Nikita Khrouchtchev est très impressionné par les performances des tracteurs John Deere : à son retour, il charge l'usine Kirov de produire des tracteurs aussi puissants pour l'agriculture soviétique, et la première machine de marque Kirovets sort des ateliers en 1962. Les tracteurs Kirovets K-700 ont été massivement employés non seulement en Union soviétique mais aussi dans tous les pays du COMECON. L'usine a fêté en 1989 la production du 400 000e tracteur Kirovets.
Les modèles K700 et K701, articulés à 4 roues égales d'une puissance de 200 ch, y sont les plus répandus.
Le modèle en 2020 est le K-744, qui est proposé avec des puissances allant de 250 à 420 CV.